# Роберто Канелья
Роберто Канелья (ісп. Roberto Canella, нар. 7 лютого 1988, Лавіана) — іспанський футболіст, лівий захисник клубу «Луго».
Відомий виступами за «Спортінг» (Хіхон) та молодіжну збірну Іспанії.

## Клубна кар'єра
Народився 7 лютого 1988 року в місті Лавіана. Вихованець футбольної школи клубу «Спортінг» (Хіхон). З 2005 року почав залучатися до ігор другої команди клубу, а наступного року дебютував у складі його головної команди у другому іспанському дивізіоні. У сезоні 2007/08 вже був стабільним гравцем основного складу рідної команди, дпомігши їй після десятирічної перерви повернутися до елітної Ла-Ліги.
Наступні чотири сезони відіграв у найвищому дивізіоні, після чого «Спортінг» знову вибув до Сегунди, на рівні якої Канелья був незмінним гравцем стартового складу у 2012—2014 роках. Сезон 2014/15 провів в оренді у вищоліговому «Депортіво», де виходив на поле епізодично. За цей рік «Спортінг» знову повернувся до еліти, і, повернувшись з оренди, захисник продовжив вже у його складі грати в Ла-Лізі. Проте знову стабільним основним гравцем став лише у 2017, коли команда знову опинилася у другому дивізіоні.
Залишив «Спортінг» влітку 2019, провівши на той час за його головну команду понад 300 матчів у чемпіонатах Іспанії. На правах вільного агента досвідчений захисник приєднався до іншої друголігової команди, «Луго».

## Виступи за збірні
Викликався дл юнацької збірної Іспанії U-19. У її складі став переможцем юнацького Євро-2006.
Наступного року у складі збірної 20-річних був учасникоммолодіжного чемпіонату світу 2007, де іспанці припинили боротьбу на стадії чвертьфіналів.
Протягом 2008–2010 років залучався до складу молодіжної збірної Іспанії, зігравши на молодіжному рівні у 12 офіційних матчах.

## Титули і досягнення
- Чемпіон Європи (U-19): 2006